# Mario Torelli
Mario Torelli (Roma, 12 de mayo de 1937 – Palermo, 15 de septiembre de 2020) fue un arqueólogo italiano, durante mucho tiempo profesor de Arqueología e Historia del Arte Griego y Romano en la Universidad de Perugia. Fue alumno de Ranuccio Bianchi Bandinelli y Massimo Pallottino.

## Biografía
Ocupó numerosos cargos durante su vida profesional,  comenzando como asistente en el Centro de Historia del Arte Antiguo en Roma (1960 - 1962), luego se convirtió en inspector de arqueología en la Superintendencia de Antigüedad de Etruria del Sur con asignación en el Museo Nacional Etrusco en Roma (1964 - 1969), Veyes y Gravisca. 
En 1969 fue nombrado profesor de Arqueología e Historia del Arte Griego y Romano en la Universidad de Cagliari, cátedra que ocupó hasta 1973. De 1975 a 2010 fue profesor de Arqueología e Historia del Arte Griego y Romano en la Universidad de Perugia. 
Dirigió las excavaciones del santuario etrusco de Minerva en Santa Marinella (1964 - 1966), el santuario etrusco de Porta Cerere di Veio (1966 - 1969), el santuario griego de Gravisca, el antiguo puerto de Tarquinia (1969 - 1979), santuario extraurbano de Afrodita en Paestum (1982 - 1985), del santuario de Deméter y el ágora de Heraclea (1985 - 1991) cerca de Policoro. 
Fue profesor invitado en varias instituciones en el extranjero, entre ellas: Universidad de Colorado (1974); Universidad de Míchigan (1978); Universidad de California (1979); Escuela Normal Superior de París (1984); Universidad de París La Sorbonne (Universidad de París I Panthéon-Sorbonne ), 1985; College of France (1986), Universidad de Alberta, Canadá (1986); profesor en la Universidad de Oxford (1988), Universidad de Brístol (1993). En 1982, Torelli se convirtió en miembro del Instituto de Estudios Avanzados en Princeton (Nueva Jersey) y del Museo J. Paul Getty para la Historia del Arte y las Humanidades en Los Ángeles (1990 - 1991). 
Conservador científico del Museo de la Academia Etrusca y de la ciudad de Cortona, fue miembro ordinario del Instituto Nacional de Estudios Etruscos e Itálicos de Florencia, así como miembro correspondiente del Mitglieder del Deutsches Archäologisches Institut , de la Academia de Ciencias de Turín, de la Academia Europæa y de la Accademia Nazionale dei Lincei.
Miembro del equipo internacional del "Thesaurus rituum et cultus antiquorum", fue miembro del comité científico de la Revue archéologique (París) y del "Archivo Español de Arqueología" (Madrid) y desde 1992 dirige la revista de antigüedades "Ostraka". 
Recibió un título honorífico de las Universidades de Tübingen (Alemania) y Jaén (España).
Supervisó la preparación de numerosas exposiciones arqueológicas en Italia y en el extranjero, entre ellas Los etruscos en el Palazzo Grassi de Venecia (26 de noviembre de 2000 - 1 de julio de 2001), Etruschi. Il volto gentile di una grande civiltà, Corriere della sera, 25 de noviembre de 2000].
Fue autor de numerosos artículos para periódicos y revistas, como La Repubblica , Il Messaggero di Roma y La Stampa di Turín. 
El 8 de septiembre de 2014 recibió el Premio Balzan de arqueología clásica con la siguiente frase: "Por el carácter profundamente innovador de sus estudios en todas las áreas principales de la cultura antigua, desde la griega hasta la etrusca y la romana, por la gran importancia de sus experimentos metodológicos y sus descubrimientos arqueológicos, por la originalidad de su trabajo en el que la investigación histórico-epigráfica, el análisis iconológico, la valoración histórico-religiosa, la investigación antropológica convergen en una sólida visión global, siempre apoyado por una atención sensible a las estructuras económicas y sociales ya los aspectos ideológicos e institucionales de las culturas antiguas ". El premio le fue entregado el 20 de noviembre de 2014 en Roma por el presidente de la República Italiana, Giorgio Napolitano.

## Vida personal
Falleció el 15 de septiembre de 2020 a los 83 años.

## Trabajos
- El santuario de Hera en Gravisca (1971)
- Elogia tarquiniensia (1975)
- Necrópolis de la antigua Italia (1982)
- Tipo y estructura de los relieves históricos romanos (1982)
- Historia de los etruscos (1984)
- Lavinio y Roma: ritos iniciáticos y matrimonio entre historia y arqueología (1984)
- El arte de los etruscos (1985)
- La sociedad etrusca: las edades arcaica y clásica (1987)
- Historia del urbanismo: el mundo romano (1988)
- Atlas de los sitios arqueológicos de Toscana (1992)
- Estudios sobre la romanización de Italia (1995)
- El rango, el rito y la imagen: en los orígenes de la representación histórica romana (1997)
- Tota Italia: ensayos sobre la formación cultural de la Italia romana (1999)
- Los etruscos (2001)
- Estrategias de Kleitias. Composición y programa figurativo del jarrón François (2007)
- Dioses y artesanos. Arqueología de las colonias griegas de Occidente (2011)